# Jemaine Clement
Jemaine Clement, né le 10 janvier 1974 à Masterton, est un acteur, musicien et humoriste néo-zélandais, notamment connu en tant que membre du duo musical et comique Flight of the Conchords, qu'il forme avec Bret McKenzie.

## Filmographie

### Télévision
- 2007 - 2009 : Flight of the Conchords : James Bobin, Bret McKenzie et lui-même : Jemaine Clemaine
- 2008 : The Drinky Crow Show : Eric Kaplan et Tony Millionaire :
- 2010 : Les Simpson (saison 22, épisode : Cours élémentaire musical) : lui-même
- 2015 : Rick & Morty (saison 2, épisode 2 : Mortynight run) : Fart
- 2015-2018 : Another Period : Père Black Donahue
- 2016 : Divorce : Julian Renaut
- 2017-2019 : Legion : Oliver Bird
- 2017-present : Big Mouth (season 5) : Simon Sex, a sensitive and hippie hormone monster
- 2019 : What We Do in the Shadows (également créateur, producteur, réalisateur)
- 2024 : Bandits, bandits : le chef du Mal

### Cinéma
- 1995 : Blood Suckers : Un vampire
- 1999 : Fizz de Jason Stutter : L'homme chassé
- 2002 : Tongan Ninja de Jason Stutter : Marvin, voix de Tongan Ninja et scénariste
- 2005 : Futile Attraction de Mark Prebble : L'éditeur, Dracy
- 2007 : Eagle vs Shark de Taika Waititi : Jarrod
- 2009 : Gentlemen Broncos de Jared Hess : Chevalier
- 2009 : Diagnosis: Death de Jason Stutter : Garfield Olyphant
- 2010 : Moi, moche et méchant de Chris Renaud et Pierre Coffin : Tim
- 2010 : Predicament de Jason Stutter : Spook
- 2010 : The Dinner de Jay Roach : Kieran Vollard
- 2011 : Rio de Carlos Saldanha : Hector (Nigel en VO)
- 2012 : Men in Black 3 de Barry Sonnenfeld : Boris l'Animal
- 2014 : Rio 2 de Carlos Saldanha : Hector (Nigel en VO)
- 2014 : Vampires en toute intimité (What We Do in the Shadows) de Taika Waititi et lui-même : Vladislav
- 2015 : Don Verdean de Jared Hess : Boaz
- 2016 : Le Bon Gros Géant (The BFG) de Steven Spielberg : Mange-Chair-Fraiche
- 2016 : Rachet et Clank : Dallas Wannanamker
- 2016 : Vaiana : La Légende du bout du monde : Tamatoa (versions anglophone et reo maori)
- 2017 : Lego Batman, le film : Sauron
- 2018 : Une soirée avec Beverly Luff (An Evening with Beverly Luff Linn) de Jim Hosking : Colin Keith Threadener
- 2022 : Avatar : La Voie de l'eau : Dr Ian Garvin
- 2024 : Thelma la licorne (Thelma the Unicorn) de Jared Hess et Lynn Wang : Vic Diamond (voix)
- 2024 : Harold et le Crayon magique de Carlos Saldanha : Garry
- 2025 : M3GAN 2.0 de Gerard Johnstone
- 2025 : Minecraft de Jared Hess : Daryl

## Discographie
- Flight of the Conchords

## Voix francophones
En version française, Jemaine Clement est constamment doublé par un comédien différent. Ainsi, il est doublé par Olivier Constantin dans Flight of the Conchords, Nessym Guetat dans The Dinner, Alexandre Astier dans Vampires en toute intimité, Omar Yami dans Don Verdean, Paul Borne dans Le Bon Gros Géant, Bernard Gabay dans Divorce, Fabrice Lelyon dans Une soirée avec Beverly Luff, Lionel Tua dans Legion et Antoine Tomé dans Bandits, bandits.
Ces dernières années, Serge Biavan le retrouve ponctuellement dans Men in Black 3, Harold et le Crayon magique ou encore Minecraft, le film.